# Bernhard Ycart
Bernhard Ycart (también aparece como: Bernar, Bernardus; Hycart, Hycaert, Icart, Ycaert) (fl. 1470 – 1480) fue un cantor y compositor español del Renacimiento activo en el siglo XV en la corte aragonesa de Nápoles. Probablemente es originario de Cataluña.

## Su vida
Prácticamente no se conocen datos de su vida. Aparece citado en los libros "Dialogus in arte música" de John Hothby y en el "Tractatus practicabilium proportionum" de Gaffurius y parece que fue parte de su círculo en el norte de Italia o al menos su música era conocida en aquellas latitudes ya que algunas de sus obras se encuentran entre las añadidas por Johannes Bonadies en el Codex Faenza entre los años 1473 y 1474.
Los siguientes documentos que mencionan a Ycart lo sitúan en Nápoles. El primero de ellos es una disposición del papa Pablo II fechada el 27 de octubre de 1478 en la que se concede a Ycart una abadía territorial en el Monasterio de Santa Maria del Pendino en Basilicata. En el mismo documento se cita a Ycart como clérigo de la diócesis de Tortosa. En otro documento fechado el 25 o 27 de octubre de 1480, aparece en la lista de cantores de la capilla real de Fernando I de Nápoles, de la que también era miembro Johannes Tinctoris.

## Su obra
Sus primeras obras conservadas aparecen en el Codex Faenza, procedente del norte de Italia, y consisten en 3 Magníficat un Gloria y un Kyrie. De su etapa en Nápoles se conserva un conjunto de Lamentaciones, un motete en el Cancionero de Montecassino y una pieza sin texto en el "Manuscrito de Perugia 431" de procedencia napolitana. Su música parece que se siguió interpretando bastante después como muestra su inclusión en el libro "Lamentationum Jeremie... liber primus und secundus" publicado por Petrucci en 1506.
A continuación se detallan todas las obras conservadas de Ycart. Los códigos de la columna de "Fuentes" musicales se especifican más abajo. Los de la columna de "Grabaciones" se especifican en la sección de "Discografía".
| N.º | Obra                                      | Voces | Forma musical     | Fuentes          | Grabaciones | Comentarios                                                          |
| --- | ----------------------------------------- | ----- | ----------------- | ---------------- | ----------- | -------------------------------------------------------------------- |
| 1   | Kyrie                                     | 4     | Kyrie             | FAE              |             |                                                                      |
| 2   | Et in terra pax hominibus                 | 4     | Gloria            | FAE              |             |                                                                      |
| 3   | Et exultavit spiritus meus                | 4     | Magníficat        | FAE(f.6v-7), PAR |             |                                                                      |
| 4   | Et exultavit spiritus meus                | 4     | Magníficat        | FAE(f.7v-8)      |             |                                                                      |
| 5   | Et exultavit spiritus meus                | 3     | Magníficat        | FAE(f.65v-66)    |             |                                                                      |
| 6   | Lamentationes Hieremiae Prophetae         | 4     | lamentaciones     | PET              | UTR, OFF    |                                                                      |
| 7   | O princeps Pilate                         | 4     | motete            | CMM              |             |                                                                      |
| 8   | Non touches a moy je suy trop mygnotte    | 4     | canción (virelai) | PIX              |             |                                                                      |
| 9   | Pover me mischin dolente, Se io te o dato |       |                   | PER              |             | Pieza sin texto. Algunos autores atribuyen la pieza a Heinrich Isaac |
| -   | Misa Amor tu non mi gabasti               |       |                   |                  |             | Perdida. Basada en una canción italiana del mismo nombre.            |
| -   | Misa Voltate in qua                       |       |                   |                  |             | Perdida. Basada en una canción italiana del mismo nombre.            |

Fuentes musicales:
- Manuscritos:
  - FAE - Faenza, Biblioteca Comunale 117 (Codex Faenza) (I-FZc 117)
  - CMM - Montecassino, Biblioteca dell'Abbazia, 871 Cancionero de Montecassino (I-MC 871)
  - PER - Perugia, Biblioteca Comunale Augusta, Ms. 431 (olim G20) (I-PEc 431)
  - PIX - París, Bibliothèque Nationale, fonds française 15123 (Chansonnier Pixérécourt) (F-Pn 15123)
  - PAR - París, Bibliothèque Nationale, Rés. Vm7 676 (F-Pn Rés.Vm 676)

- Libros:
  - PET - Lamentationum Jeremie... liber primus und secundus. Venecia, O. Petrucci 1506.

## Discografía
- 1977 - [UTR] Officium tenebrarum. Gregorian chants by Pierre de la Rue, Johannes Gardano, Bernardus Ycart. Students' Choir Utrecht, Utrecht Students' Chamber Choir. Jan Boogaarts. Celestial Harmonies 13022.
- 2002 - [OFF] Lamentatio. Musik zur Passion um 1500. Ensemble Officium. Wilfried Rombach. Christophorus 77253.